# Stefan Loipfinger
Stefan Loipfinger (* 1968 in Wasserburg am Inn) ist ein deutscher Wirtschaftsjournalist und ehemaliger Fondsanalyst. 2008 gründete er das Informationsportal CharityWatch, das sich für Transparenz bei spendensammelnden Vereinen einsetzt.

## Fondstelegramm
Loipfinger gründete 2004 das Portal fondstelegramm.de, das sich kritisch mit Offenen Immobilienfonds und Geschlossenen Fonds auseinandersetzt. Er ist ausgebildeter Bankkaufmann und Betriebswirt (VWA) und seit 1994 als freier Wirtschaftsjournalist, Fondsanalyst und Fachautor tätig. Der Branchen-Onlinedienst fondstelegramm widmet sich schwerpunktmäßig der Analyse von Produkten und der Bewertung von Initiatoren-Leistungsbilanzen. Zudem werden Markttrends kommentiert, steuerliche und rechtliche Änderungen besprochen, Informationen über Alt- und Neufonds gegeben sowie Checklisten, Glossar und Hintergrundwissen zu den einzelnen Fondstypen veröffentlicht.
Anfang 2008 übergab Loipfinger fondstelegramm.de an den Berliner Welther-Verlag und verkaufte die jährlich erscheinende Gesamtmarktstudie der Beteiligungsmodelle an die Bad Homburger Ratingagentur Feri. Ende 2008 erschien sein Enthüllungsbuch Lizenz zum Bauernfang, das einen Schlussstrich unter das damalige Tätigkeitsgebiet setzte.

## CharityWatch
Im Jahr 2008 hat Loipfinger mit CharityWatch sein Betätigungsfeld auf die Beobachtung gemeinnütziger Spendenorganisationen verlegt.
Die Stiftung Warentest empfahl CharityWatch als Informationsquelle zum Erkennen seriöser Organisationen sowohl allgemein (Ausgabe 05/2009) als auch immer wieder für spezielle Projekte (z. B. als Referenz für seriöse Hilfsorganisationen für Ostafrika). Aus Fundraising-Branchenkreisen hingegen wurde CharityWatch kritisiert. Der Fundraising-Berater und Journalist Christoph Müllerleile sah die von CharityWatch geforderte Transparenz nicht als berechtigt an: „Solange keine Wettbewerbsgleichheit zwischen den Nonprofits, die gerne transparent sein würden, und denen, die Informationen verbergen, hergestellt ist, kann man von den Transparenzbereiten keine volle Offenlegung verlangen, oder nur allenfalls gegenüber unbefangenen Prüfern, die keine Geschäftsgeheimnisse verraten dürfen.“ Ähnlich reagierte Ende Dezember 2011 auch der Deutsche Fundraising Verband, der betonte, dass CharityWatch über keinerlei Legitimation verfüge, von Non-Profit-Organisationen die Herausgabe interner Unterlagen zu fordern, um eine Bewertung vorzunehmen.
Am 27. Februar 2012 stellte CharityWatch seine Arbeit ein.

## Auszeichnungen
- 1999: Helmut-Schmidt-Journalistenpreis
- 2006: Deutscher Preis für Immobilienjournalismus[11]

## Schriften
- Lexikon der steuersparenden Kapitalanlagen. Von Agio bis Zweitmarkt. Deutscher Taschenbuch-Verlag, München 1996, ISBN 3-423-05892-7; Beck, München 1996, ISBN 3-406-41654-3
- Basiswissen Geschlossene Immobilienfonds. Fragen und Antworten. Deutscher Sparkassen-Verlag, Stuttgart 1998, 28 S.
- Martina Rozok und Stefan Loipfinger: Internet-Auftritte geschlossener Immobilienfonds. Analyse. Zitelmann & Rozok, Berlin 2001, 126 Bl.
- Lizenz zum Bauernfang. Die Selbstbereicherungsstrategien der Fonds-Manager und das Versagen der Finanzkontrolleure. Selbstverlag, Rosenheim 2008, ISBN 978-3-00-026412-2
- Die Spendenmafia: Schmutzige Geschäfte mit unserem Mitleid. Knaur TB, München 2011, ISBN 978-3-426-78498-3